# Захарченко Володимир Семенович
Володимир Семенович Захарченко (нар. 19 грудня 1924, місто Сновськ, тепер Чернігівської області — ?) — український радянський діяч, машиніст паровозного депо станції Щорс (Сновськ) Чернігівської області. Депутат Верховної Ради СРСР 6-го скликання.

## Життєпис
Народився 19 грудня 1924 року в родині робітника.
У 1943—1947 роках — у Радянській армії, учасник німецько-радянської війни. Служив зв'язківцем 1-го стрілецького батальйону 118-го гвардійського стрілецького полку 37-ї гвардійської стрілецької дивізії, навідником гармати 5-ї батареї 86-го гвардійського гарматно-артилерійського полку 37-ї гвардійської стрілецької дивізії.
Освіта середня технічна. Після закінчення Гомельської трирічної школи паровозних машиністів працював помічником машиніста паровоза. Без відриву від виробництва закінчив Всесоюзний заочний залізничний технікум.
З 1953 року — машиніст паровозного депо станції Щорс (тепер — Сновськ) Південно-Західної залізниці Чернігівської області.
Потім — на пенсії в місті Щорс (Сновськ) Чернігівської області.

## Звання
- гвардії сержант

## Нагороди
- орден Вітчизняної війни І ст. (6.04.1985)
- ордени
- медаль «За бойові заслуги» (31.10.1943)
- медаль «За відвагу» (10.10.1945)
- медалі